# Marianne Mohaupt
Marianne Anneliese Hannelore Mohaupt, född 17 mars 1934 i Berlin i Tyskland, död 31 juli 1985 i Stockholm, var en svensk skådespelare. 

## Biografi
Mohaupt växte upp i Berlin, där hon studerade balett och tog examen i dans- och teaterhistoria. 1951 debuterade hon i Vita hästen på Neue Scala i Berlin med Max Hansen. 1954 kom hon till Malmö Stadsteater, där hon bland annat var med i Ingmar Bergmans uppsättning av Glada änkan. Efter folkparksturnéer med Blåjackor och Nymånen började hon undervisa i rytmik och dans. Hon medverkade i Medea på Göteborgs stadsteater 1962 och efter en del cabaréprogram i Göteborg kom hon till Stockholm och Knäppupp 1963. Hon har varit engagerad vid bland annat Folkteatern, Riksteatern och Fria Proteatern. 
Mohaupt var ogift.

## Filmografi
- 1964 – Tre dar på luffen
- 1964 – Blåjackor
- 1972 – Barnen i höjden
- 1973 – Stenansiktet
- 1985 – Inget för en karl

## Teater

### Roller
| År   | Roll          | Produktion                                                           | Regi                                        | Teater              |
| ---- | ------------- | -------------------------------------------------------------------- | ------------------------------------------- | ------------------- |
| 1954 | Ulla Winbladh | Skymningslekar Ingmar Bergman och Carl-Gustaf Kruuse af Verchou      | Ingmar Bergman                              | Malmö stadsteater   |
| 1956 |               | Trojanska kriget blir inte av Jean Giraudoux                         | Lars-Levi Laestadius                        | Malmö stadsteater   |
| 1963 |               | Pyjamasleken George Abbot, Richard Bisell, Richard Adler, Jerry Ross | Carl-Gustaf Kruuse af Verchou Mille Schmidt | Idéonteatern        |
| 1964 | Medverkande   | Nya ryck i snöret, revy Emil Norlander, Povel Ramel, Beppe Wolgers   | Åke Falck                                   | Idéonteatern        |
| 1965 | Medverkande   | Ta av dej skorna, revy Povel Ramel och Beppe Wolgers                 | Egon Larsson                                | Turné/ Idéonteatern |
| 1966 | Medverkande   | På avigan, revy Povel Ramel                                          | Hasse Ekman                                 | Idéonteatern        |
| 1967 | Kid           | Spela spelet Leslie Bricusse och Anthony Newley                      | Ivo Cramér                                  | Oscarsteatern       |
| 1967 | Medverkande   | Svendska revyn, revy Svend Asmussen och Beppe Wolgers                | Mille Schmidt                               | Idéonteatern        |

### Koreografi
| År   | Produktion      | Upphovsmän  | Regi        | Teater       |
| ---- | --------------- | ----------- | ----------- | ------------ |
| 1966 | På avigan, revy | Povel Ramel | Hasse Ekman | Idéonteatern |